# 心靈偵探 八雲
《心靈偵探 八雲》（日語：心霊探偵 八雲 ～赤い瞳は知っている～）是神永學所作的推理小說。在日本，小說累積銷售120萬本以上。漫畫版則有都戶利津與小田すずか2種版本。2010年10月開始播放電視動畫。

## 劇情簡介
正在上大學的小澤晴香爲幫助一個說自己“被靈附身”的朋友，打開了大學電影研究會的門。據說在那裏，有位傳說中擁有靈能力的人，名叫齊藤八雲。這位名叫八雲的青年，不親切、頭髮雜亂，就好像封閉了心靈。並且他的左眼擁有赤色的瞳孔……
一開始就知道這些的晴香對其只是半信半疑，但從八雲那裏聽到自己年幼時就死亡的雙胞胎姐姐的話時就徹底相信他的力量了。後來兩人在學校內活躍著，通過他們的努力，學校內許多恐怖事件的真相都浮出水面。但這只是序章……

## 登場人物

### 主要人物
電視動畫版／廣播劇CD版
齋藤八雲（声：小野大輔 / 同左）
電影同好研究會的男大學生，但該社團只是八雲騙學校的掛名空殼，社團教室被八雲拿來當成個人房間。美形，話很少但一開口就是毒舌的諷刺人，冷漠、我行我素、懶散，赤紅色的左眼看得見靈魂；因為過往的經歷所以不喜歡跟人相處，看過他眼睛的人不是想利用他，就是害怕他。小說當中形容他『有著一頭凌亂的頭髮跟時下流行的頹廢風格很像』、『身形修長』、『皮膚如瓷器般蒼白』。
頭腦很好但個性懶散，雖然住在學校中卻幾乎沒有去上過課，總是耍計謀從教授那裡「騙取」學分數。因平時有些行為舉動很像貓，所以又被後藤取名「妖怪貓」。
雖然看似冷酷但比誰都更看重靈魂的價值，不輕視或隨意對待每個靈魂的存在。
認為所謂的靈魂是人類各種的感情的綜合體，但無法作用於物理表面。
在睡覺時，晴香好奇而搔癢他的腋下，那是八雲最敏感的地方．
小澤晴香（声：藤村歩 / 平野綾）
跟八雲同校同年的女性，自稱八雲的助手，但八雲卻稱她為「麻煩製造機」；留著一頭俐落的短髮。學校管絃樂社的成員，負責吹奏長笛。有個雙胞胎姐姐在七歲時死去，在八雲的幫助下，晴香總算拋開過去對姐姐的愧疚與陰影。喜歡八雲，是第一個說八雲的紅眼睛很美的人，因此八雲心中將她認定為可以信任的人。話說如此但卻還是毫不客氣的毒舌損她。
後藤和利（声：東地宏樹 / 同左）
身材高大壯碩的刑警，在八雲七歲時救了他，便跟八雲結下孽緣，經常借用八雲的能力來辦案，曾經想推薦他當刑警，但被八雲拒絕。因為身材像熊一樣，所以八雲總是稱他為「熊」。
正義感非常強，對於腐敗的上級也敢直言冒犯，但因說的都是實話，經常讓上級也被他的氣勢給壓過去，只能暗中扯他後腿或故意找碴；或許是因為他強烈的正義感及少有的真心為民眾好，八雲雖然總是毒舌損他，但卻又幫他的忙。曾因揭發上層弊案影響到警方聲譽而被其他部門的同事排擠，但卻毫不在意。因為八雲的能力，經常在辦案時對同事說：「這是來自幽靈的線索。」雖然大家都當玩笑看待，但他們也無法否認後藤的破案率相當的高，許多懸案都是被他破解的，因此在警界當中又被稱做「靈異警探」，但其實他是完全看不到幽靈的。
石井雄太郎（声：川島得愛 / -）
後藤的部下，相當崇拜後藤，非常喜歡靈異故事，但卻非常膽小。當初便是因為後藤「靈異警探」的稱號而轉任他的部門之下，後來發現後藤並沒有靈異能力時有些失望，但卻還是因後藤對真理的正義感感到欽佩。經常跌倒，一點也不像個刑警；暗戀著晴香。
土方真琴（声：豊口惠 / 同左）
警察署長的女兒，討厭這個身份，不喜歡別人這樣稱呼她。是報社記者；喜歡石井。

### 主要人物親屬
齋藤一心（声：關俊彥 / 成田劍）
八雲的舅舅，八雲母親的弟弟，是個和尚；為人慈悲善良，小時候阻止了八雲用美工刀自殘赤眼，並用言語勸導八雲，使得八雲能不放棄自己而活下去。
希望當八雲的父親但八雲拒絕了，因為不想給他帶來麻煩；但八雲也將他視為重要的親人之一。
於動畫第10話，被醫生告知自己只剩下一年的時間可以活。
於動畫第11話，遭赤眼男設計，被榊原醫生用刀刺傷，送入醫院治療時已失血過多而進入腦死狀態。
於動畫第13話，最後在八雲同意器官捐贈後，正式宣告死亡。
齋藤奈緒（声：小清水亞美 / -）
八雲的表妹，因從小失聰無法學習說話，但依舊能感受到人心的想法。
於動畫第11話中，父親一心遇刺後被後藤家收養。
实际上是八云的异母妹（血缘关系上来说同时为半表妹），为赤眼男强奸八云的老师高岸明美所生，还有个双胞胎弟弟悠太。
齋藤梓
齊藤八雲的母親，遭綁架監禁時遭赤眼男強暴而懷上八雲，兩個星期之後自力逃出，在山道上被晴香的母親所救；
產下八雲後沒多久就與武田邂逅，並論及婚嫁；但卻被武田成為七瀨一家殺人犯之事情遭受打擊，同時又在赤眼男的恐嚇下想殺掉八雲（恐嚇說八雲之後會比武田殺更多人），其後被後藤阻止而從此行蹤不明，只留下當時被八雲抓住的紅寶石吊墜。
於動畫第九集已表明死亡，但其靈魂依舊保護著八雲，最後與武田的靈魂一起消失。
後藤敦子（声：折笠富美子 / -）
後藤的老婆，經常吵架後便離家出走，但後藤發生事情又會趕回家照顧他，據說長得很漂亮，與後藤被形容是『美女與野獸』的組合。
喜歡小孩，但因為是不孕體質所以無法生育。

### 警察
土方
井手内
畠秀吉（声：納谷六朗 / -）
法醫，是個有惡趣味的老頭，對於死亡有極大的興趣，想知道靈魂與肉體之間的關連。
因為八雲的能力而很想解剖八雲，因此後藤總是想辦法不讓他碰到八雲。
技術精湛，是警界少數理解後藤並跟他站在同一陣線上的人。
宮川恵理子（声：皆川純子 / -）
宮川英也

### 其他
赤眼男／齋藤雲海（声：高瀬右光 / -）
身穿黑色風衣與墨鏡，雙眼均具有紅瞳，為本作品許多事件背後的主謀。
15年前綁架了八雲的母親梓，在監禁之中強暴得逞，使得梓懷上八雲。
正體為死靈，是絕望與怨恨的的集合體。
無法干涉物理層面，但經常藉由語言誘惑使得人心屈服於自己的黑暗面，並藉此造成犯案事件發生。
想要帶給八雲與自己同樣感受過的憎恨與絕望，其目的是為了使得生者與死者的靈魂屬性相近，藉此使得兩個靈魂得以重合，成功地完全控制肉體（同調）。
是梓和一心同父异母的兄长。其母亲凛因头上有角而饱受欺凌，母子俩受尽折磨。
七瀬美雪（声：柚木涼香 / -）
為八雲名義上姊姊的美女。十歲時家人全部遭到殺害，至今下落不明。
在動畫第九集表明自己實際上是祖父與母親亂倫所產下的孩子，其後在赤眼男的煽動下殺了全家的人，並把現場佯裝成是武田對七瀨家的報仇。
犯案之後與赤眼男共同生活，對於赤眼男有著對父親甚至有對一名男性的愛戀，嫉妒他的親生兒子八雲，為了得到赤眼男的認同而殺人，可見她異常的愛戀之心。
第5卷的事件後，作為殺人犯而被關進刑務所，但是逃走了。就算被帶回，仍炸掉了護送車輛並再次逃亡。
顏面有燒傷，左手自手腕以下全失去仍持續著她的行動。逃亡後使用木下婦產科的冰箱，將赤眼男的腦袋泡在福馬林保存(一度交給警方又奪走)。

## 出版書籍

### 小說
- 《心靈偵探八雲》著：神永學／插圖：加藤アカツキ

| 卷數 | 日文標題 | 中文標題 | 文藝社         | 文藝社                 | 尖端出版       | 尖端出版               |
| 卷數 | 日文標題 | 中文標題 | 發售日期       | ISBN                   | 發售日期       | ISBN                   |
| ---- | -------- | -------- | -------------- | ---------------------- | -------------- | ---------------------- |
| 1    |          | 破魔赤曈 | 2004年10月5日  | ISBN 978-4-8355-8344-0 | 2006年7月20日  | ISBN 978-957-10-3311-2 |
| 2    |          | 附身咒靈 | 2005年3月15日  | ISBN 978-4-8355-9104-9 | 2006年10月12日 | ISBN 978-957-10-3394-5 |
| 3    |          | 極闇幽光 | 2005年7月15日  | ISBN 978-4-286-00001-5 | 2007年1月18日  | ISBN 978-957-10-3474-4 |
| 4    |          | 不適用   | 2005年11月10日 | ISBN 978-4-286-00008-4 | 不適用         | 不適用                 |
| 5    |          | 不適用   | 2006年3月15日  | ISBN 978-4-286-00002-2 | 不適用         | 不適用                 |
| 6    |          | 不適用   | 2006年12月20日 | ISBN 978-4-286-00004-6 | 不適用         | 不適用                 |
|      |          | 不適用   | 2007年6月1日   | ISBN 978-4-286-00006-0 | 不適用         | 不適用                 |
| 7    |          | 不適用   | 2008年3月20日  | ISBN 978-4-286-04855-0 | 不適用         | 不適用                 |
| 8    |          | 不適用   | 2009年8月31日  | ISBN 978-4-286-08126-7 | 不適用         | 不適用                 |
|      |          |          | 角川書店       |                        |                |                        |
| 9    |          |          | 2012年3月26日  | ISBN 978-4-04-110068-4 |                |                        |
| 10   |          |          | 2017年3月31日  | ISBN 978-4-04-101350-2 |                |                        |
| 11   |          |          | 2019年3月30日  | ISBN 978-4-04-107674-3 |                |                        |

- 《心靈偵探八雲》（文庫版）著：神永學／插圖：鈴木康士（角川書店）、mos（青文出版社）

| 卷數 | 日文標題 | 中文標題         | 角川書店       | 角川書店               | 青文出版社     | 青文出版社             |
| 卷數 | 日文標題 | 中文標題         | 發售日期       | ISBN                   | 發售日期       | ISBN / EAN             |
| ---- | -------- | ---------------- | -------------- | ---------------------- | -------------- | ---------------------- |
| 1    |          | 洞悉一切的赤瞳   | 2008年3月25日  | ISBN 978-4-04-388701-9 | 2012年2月1日   | ISBN 978-986-310-052-2 |
| 2    |          | 靈魂相繫之物     | 2008年6月25日  | ISBN 978-4-04-388702-6 | 2012年5月17日  | ISBN 978-986-310-184-0 |
| 3    |          | 在黑暗彼端的光芒 | 2008年9月25日  | ISBN 978-4-04-388703-3 | 2012年10月10日 | ISBN 978-986-310-329-5 |
| 4    |          | 應當守護的情感   | 2009年2月25日  | ISBN 978-4-04-388704-0 | 2013年4月22日  | ISBN 978-986-310-574-9 |
| 5    |          | 緊緊相繫的思念   | 2009年6月18日  | ISBN 978-4-04-388705-7 | 2013年8月22日  | ISBN 978-986-310-705-7 |
|      |          | SECRET FILES 絆  | 2009年10月24日 | ISBN 978-4-04-388706-4 | 2014年1月24日  | ISBN 978-986-310-930-3 |
| 6    |          | 失意的盡頭（上） | 2010年9月25日  | ISBN 978-4-04-388709-5 | 2014年10月9日  | EAN 471-8016-01052-9   |
| 6    |          | 失意的盡頭（下） | 2010年9月25日  | ISBN 978-4-04-388710-1 | 2014年10月9日  | EAN 471-8016-01052-9   |
| 7    |          |                  | 2011年10月25日 | ISBN 978-4-04-388711-8 |                |                        |
| 8    |          |                  | 2012年8月25日  | ISBN 978-4-04-100478-4 |                |                        |
| 9    |          |                  | 2014年12月25日 | ISBN 978-4-04-101945-0 |                |                        |
| 10   |          |                  | 2019年3月23日  | ISBN 978-4-04-107672-9 |                |                        |

- 《心靈偵探八雲 ANOTHER FILES》著：神永學／插圖：鈴木康士

| 卷數 | 日文標題 | 角川書店      | 角川書店               |
| 卷數 | 日文標題 | 發售日期      | ISBN                   |
| ---- | -------- | ------------- | ---------------------- |
| 1    |          | 2013年7月25日 | ISBN 978-4-04-100911-6 |
| 2    |          | 2014年6月20日 | ISBN 978-4-04-101773-9 |
| 3    |          | 2015年9月24日 | ISBN 978-4-04-103365-4 |
| 4    |          | 2017年2月25日 | ISBN 978-4-04-104236-6 |
| 5    |          | 2018年7月24日 | ISBN 978-4-04-107013-0 |

### 漫畫
- 《心靈偵探八雲》原作：神永學／作畫：都戶利津

| 卷數 | 白泉社         | 白泉社                 | 尖端出版     | 尖端出版             |
| 卷數 | 發售日期       | ISBN                   | 發售日期     | EAN                  |
| ---- | -------------- | ---------------------- | ------------ | -------------------- |
| 1    | 2007年11月19日 | ISBN 978-4-5921-8775-2 | 2008年6月9日 | EAN 471-7702-21950-5 |
| 2    | 2008年3月19日  | ISBN 978-4-5921-8776-9 | 2008年7月4日 | EAN 471-7702-22034-1 |

- 《心靈偵探八雲》原作：神永學／作畫：小田すずか

| 卷數 | 角川書店       | 角川書店               | 台灣角川       | 台灣角川               |
| 卷數 | 發售日期       | ISBN                   | 發售日期       | ISBN                   |
| ---- | -------------- | ---------------------- | -------------- | ---------------------- |
| 1    | 2009年10月21日 | ISBN 978-4-04-854386-6 | 2010年12月8日  | ISBN 978-986-237-975-2 |
| 2    | 2010年3月19日  | ISBN 978-4-04-854432-0 | 2011年1月12日  | ISBN 978-986-287-035-8 |
| 3    | 2010年9月22日  | ISBN 978-4-04-854532-7 | 2011年3月11日  | ISBN 978-986-287-063-1 |
| 4    | 2010年12月22日 | ISBN 978-4-04-854572-3 | 2011年5月30日  | ISBN 978-986-287-187-4 |
| 5    | 2011年5月21日  | ISBN 978-4-04-854633-1 | 2011年11月9日  | ISBN 978-986-287-254-3 |
| 6    | 2011年10月21日 | ISBN 978-4-04-854701-7 | 2012年5月30日  | ISBN 978-986-287-723-4 |
| 7    | 2012年2月22日  | ISBN 978-4-04-120194-7 | 2012年9月14日  | ISBN 978-986-287-938-2 |
| 8    | 2012年10月24日 | ISBN 978-4-04-120262-3 | 2013年4月17日  | ISBN 978-986-325-323-5 |
| 9    | 2013年3月22日  | ISBN 978-4-04-120654-6 | 2013年11月20日 | ISBN 978-986-325-686-1 |
| 10   | 2013年9月21日  | ISBN 978-4-04-120858-8 | 2014年6月6日   | ISBN 978-986-366-012-5 |
| 11   | 2014年3月26日  | ISBN 978-4-04-121077-2 | 2015年3月20日  | ISBN 978-986-366-418-5 |
| 12   | 2014年9月26日  | ISBN 978-4-04-102217-7 | 2015年9月9日   | ISBN 978-986-366-719-3 |
| 13   | 2016年1月26日  | ISBN 978-4-04-102856-8 | 2016年10月28日 | ISBN 978-986-473-358-3 |
| 14   | 2016年9月26日  | ISBN 978-4-04-104800-9 | 2017年11月22日 | ISBN 978-986-473-968-4 |

## 電視劇
- 2006年4月3日至6月26日於東京電視台播出。

### 角色
- 齋藤八雲：與真司郎
- 小澤晴香：石井回
- 土方真琴：石坂千奈美
- 後藤和利：山崎直樹
- 石井雄太郎：田邊伸之助
- 島村惠里子：中村綾
- 井上麻美：長澤奈央

### 製作
- 制作製作：SmartEbook.com
- 企畫・製作：SmartEbook.com
- 腳本・編集・監督：山本清史、寺内幸太郎

### 標題
- 飛び降りる女①
- 飛び降りる女②
- 飛び降りる女③
- 飛び降りる女④
- 赤い邂逅
- 少女①
- 少女②
- 少女③
- 少女④
- 開かずの間①
- 開かずの間②
- 闇のトンネル①
- 闇のトンネル②

## 廣播劇CD
2009年11月26日由Frontier Works進行發售。
改編自原作第一卷《洞悉一切的赤瞳》（赤い瞳は知っている）。CD袋插畫由負責改編漫畫版的小田すずか負責。
聲音演出
- 齋藤八雲：小野大輔
- 小澤晴香：平野綾
- 後藤和利：東地宏樹
- 齋藤一心：成田劍

2010年12月15日由flying DOG重新發售，並附贈原作故事一篇《死者からの伝言》。

## 電視動畫
从2010年10月3日开始在NHK・BS2电视台播放。全13話。

### 工作人员
- 原作 - 神永学
- 人物原案 - 小田すずか
- 監督 - 黑川智之
- 系列構成、腳本 - 川崎裕之
- 角色设定 - 芝美奈子
- 美術監督 - 朝倉千登勢
- 色彩設計 - 小島真喜子
- 撮影監督 - 堀内美咲
- 編集 - 黒澤雅之
- 音響監督 - 高寺たけし
- 音楽 - R・O・N
- 制片人 - 末川研
- 动画制片人 - 村岡秀昭
- 制作統括 - 斉藤健治、横尾堅示
- 动画制作 - BEE TRAIN
- 制作 - 総合ビジョン
- 制作、著作 - NHK

### 主題曲
片头曲「Key」
作詞 - 酒井ミキオ / 作曲・編曲 - R・O・N / 歌 - Jangled Cat（小野大輔）
片尾曲「Missing You」
作詞・作曲 - 小峰理紗 / 編曲 - 窪田ミナ / 歌 - Komine Lisa

### 各集列表
| 話數    | 日文標題 | 中文標題             | 分鏡     | 演出     | 作畫監督   | 總作畫監督 | 播放日期       |
| ------- | -------- | -------------------- | -------- | -------- | ---------- | ---------- | -------------- |
| FILE 01 |          | 打不開的門           | 黑川智之 | 黑川智之 |            | 番由紀子   | 2010年 10月3日 |
| FILE 02 |          | 白狐作祟             | 守岡博   | 守岡博   | 渡邊亞彩美 | 番由紀子   | 10月10         |
| FILE 03 |          | 隧道之暗             | 澤井幸次 | 澤井幸次 | 紋地笙     | 番由紀子   | 10月17日       |
| FILE 04 |          | 牵系灵魂之物～凭依～ | 山本秀世 | 山本秀世 | 佐佐木睦美 | 天﨑まなむ | 10月24日       |
| FILE 05 |          | 牵系灵魂之物～苏生～ | 川面真也 | 平田豐   | 樋口香里   | 番由紀子   | 10月31日       |
| FILE 06 |          | 廉价之屋             | 守岡博   | 吉本毅   | 天﨑まなむ | -          | 11月7日        |
| FILE 07 |          | 连接起的想念～陷阱～ | 澤井幸次 | 澤井幸次 | 渡邊亞彩美 | 番由紀子   | 11月14日       |
| FILE 08 |          | 连接起的想念～缘～   | 山本秀世 | 平田豐   | 紋地笙     | 天﨑まなむ | 11月21日       |
| FILE 09 |          | 连接起的想念～光～   | 守岡博   | 守岡博   | 佐佐木睦美 | 番由紀子   | 11月28日       |
| FILE 10 |          | 失意的尽头 ～告知～  | 山本秀世 | 吉本毅   | 天﨑まなむ | -          | 12月5日        |
| FILE 11 |          | 失意的尽头 ～凶刃～  | 澤井幸次 | 澤井幸次 | 渡邊亞彩美 | 番由紀子   | 12月12日       |
| FILE 12 |          | 失意的尽头 ～憎恶～  | 澤井幸次 | 平田豊   | 遠藤大輔   | 天﨑まなむ | 12月19日       |
| FILE 13 |          | 失意的尽头 ～久远～  | 黑川智之 | 黑川智之 | 佐佐木睦美 | 番由紀子   | 12月26日       |

### 播放電視台
| 播放地區 | 播放電視台 | 播放日期                       | 播放時間（UTC+9）                                                                                                | 備註                 |
| -------- | ---------- | ------------------------------ | --- | -------------------- |
| 日本全域 | NHK BS2    | 2010年10月3日 - 12月26日       | 星期日 23時00分 - 23時25分                                                                                       | 「衛星動畫劇場」節目 |
| 日本全域 | NHK BShi   | 2010年12月31日                 | 星期五 23時45分 - 29時10分                                                                                       | 一次播放全話         |
| 日本全域 | NHK綜合    | 2011年2月5日 - 2月19日         | 星期六 24時50分 - 27時00分（2月5日） 星期六 24時50分 - 26時35分（2月12日） 星期六 24時50分 - 26時30分（2月19日） | 集中放送             |
| 日本全域 | NHK綜合    | 2011年10月31日 - 2012年2月20日 | 星期一 25時05分 - 25時30分                                                                                       | 重播                 |

### DVD
| 卷數               | 發售日期      | 收錄內容         | 規格編號            |
| ------------------ | ------------- | ---------------- | ------------------- |
| 心靈偵探八雲 第1卷 | 2011年1月26日 | FILE 01〜FILE 02 | FCBN-0077（豪華版） |
| 心靈偵探八雲 第1卷 | 2011年1月26日 | FILE 01〜FILE 02 | FCBN-0083（通常版） |
| 心靈偵探八雲 第2卷 | 2011年2月23日 | FILE 03〜FILE 04 | FCBN-0078（豪華版） |
| 心靈偵探八雲 第2卷 | 2011年2月23日 | FILE 03〜FILE 04 | FCBN-0084（通常版） |
| 心靈偵探八雲 第3卷 | 2011年4月6日  | FILE 05〜FILE 06 | FCBN-0079（豪華版） |
| 心靈偵探八雲 第3卷 | 2011年4月6日  | FILE 05〜FILE 06 | FCBN-0085（通常版） |
| 心靈偵探八雲 第4卷 | 2011年4月27日 | FILE 07〜FILE 08 | FCBN-0080（豪華版） |
| 心靈偵探八雲 第4卷 | 2011年4月27日 | FILE 07〜FILE 08 | FCBN-0086（通常版） |
| 心靈偵探八雲 第5卷 | 2011年5月25日 | FILE 09〜FILE 10 | FCBN-0081（豪華版） |
| 心靈偵探八雲 第5卷 | 2011年5月25日 | FILE 09〜FILE 10 | FCBN-0087（通常版） |
| 心靈偵探八雲 第6卷 | 2011年6月22日 | FILE 11〜FILE 13 | FCBN-0082（豪華版） |
| 心靈偵探八雲 第6卷 | 2011年6月22日 | FILE 11〜FILE 13 | FCBN-0088（通常版） |

## 外部連結
- 神永学オフィシャルサイト （页面存档备份，存于）（日語）
- シン×クロオフィシャルサイト （页面存档备份，存于）（日語）
- TEAM-YAKUMO - 文芸社による心霊探偵 八雲サイト（日語）
- ミステリチャンネル内ドラマ紹介ページ（日語）
- 動畫官方網站 （页面存档备份，存于）（日語）
- 心霊探偵八雲 文庫最新刊＆コミックス1発売記念 （页面存档备份，存于）（日語）